# Box Now
Box Now je logistička i tehnološka tvrtka koja pruža rješenja za dostavu paketa korisnicima na vlastite paketomate. Glavna usluga je „pametna dostava paketa” putem automatiziranih paketomata, koji omogućuju korisnicima preuzimanje svojih paketa u vrijeme koje im najbolje odgovara. Kiosci su postavljeni na lako dostupnim lokacijama, poput trgovačkih centara i prometnih čvorišta te koriste tehnologiju praćenja koja omogućava korisnicima praćenje status svojih pošiljki u stvarnom vremenu.
Osnovana je 2021. godine u Grčkoj. U Hrvatskoj i Bugarskoj je prisutna od 2022. godine, a od 2023. godine i na Cipru.

## Paketomati
Paketomati su automatske stanice za preuzimanje i slanje paketa, dostupne korisnicima tijekom cijelog dana i noći. Ovi uređaji omogućuju bržu dostavu bez potrebe za čekanjem kurira ili odlaska u poštanski ured. Često su postavljeni na lako dostupnim lokacijama poput trgovačkih centara ili benzinskih postaja, a korisnici mogu sami odabrati vrijeme preuzimanja pošiljke. Korisnik preuzima svoj paket unošenjem jednokratne lozinke koju prima porukom na mobilni telefon i/ili elektroničku poštu kako bi se otvorila vratašca paketomata, a na raspolaganju je nekoliko dana od dolaska na lokaciju.
Paketomati u Hrvatskoj mogu primiti tri veličine paketa do 20 kg:
- mali (maksimalnih mjera: visina: 8 cm, širina: 45 cm, dužina: 60 cm),
- srednji (maksimalnih mjera: visina: 17 cm,  širina: 45 cm, dužina: 60 cm),
- veliki (maksimalnih mjera: visina: 36 cm, širina: 45 cm, dužina: 60 cm).[4]

## Box Now u Hrvatskoj
Box Now danas pruža više od 600 lokacija s paketomatima. Sustav omogućuje isporuku paketa unutar 48 sati diljem kopnene Hrvatske, a u Zagrebu nude i dostavu isti dan. Box Now koristi fotonaponske ploče koji pružajući korisnicima fleksibilnost pri preuzimanju pošiljaka u bilo koje vrijeme. 

## Unutarnje poveznice
- Hrvatska pošta
- Overseas
- DPD
- GLS

## Vanjske poveznice
- Službena mrežna stranica